# Monte Smolikas
O Monte Smolikas (em grego:  Σμόλικας, língua aromena: Smolcu) é o segundo monte mais alto da Grécia e o ponto mais elevado dos Montes Pindo. Fica no Epiro.
A montanha é constituída por rochas ofiolíticas. Durante vários períodos no Pleistoceno, os circos e vales norte e leste foram glaciados. Os últimos glaciares desta área recuaram há cerca de 11500 anos. É drenada pelo rio Aóos a sul, e o rio Vourkopotamo (um afluente do Sarantaporos) a norte. Há um pequeno lago alpino chamado "Drakolimni Smolika" perto do cume, a cerca de 2200 metros de altitude. As cadeias montanhosas próximas são Tymfi a sul, Gramos a noroeste, Vasilitsa a sudeste e Voio a nordeste.
As elevações mais altas, acima de 2000 metros, consistem em prados e rochas, e há florestas caducas e de coníferas em altitudes mais baixas. A montanha situa-se completamente dentro do município de Konitsa, sendo as principais aldeias em torno da montanha Agia Paraskevi a norte, e Palaioselli, Pades e Armata a sul. A cidade de Konitsa fica a 15 km a sudoeste do Smolikas. A Estrada Nacional Grega 20 (Kozani - Siatista - Konitsa - Ioannina) passa a oeste da montanha.